# Ypsilanti (Michigan)
Ypsilanti er en by i Washtenaw County i delstaten Michigan i USA.
Byens centrum ligger, hvor Michigan Avenue krydser Huron-floden – cirka 9,7 km fra Ann Arbor og ca. 60 km vest for Detroit. Den dækker et samlet areal på 11,7 km² og havde i 2000 22.362 indbyggere (2000), hvilket svarede til en befolkningstæthed på 1.962 indbyggere/km².

## Navn
Byen blev opkaldt efter Demetrius Ypsilanti, en deltager i den græske uafhængighedskrig mod tyrkerne.

## Historie
I 1809 blev byen grundlagt som en handelsstation. Fra 1823 var byen var beboet hele året under navnet Woodruffs Grove. Bebyggelsen Ypsilanti blev grundlagt tæt herved i 1825, og Woodruffs Grove og Ypsilanti fremstod fra og med 1829 under navnet Ypsilanti. I 1849 blev Michigan State Normal School (nu Eastern Michigan University) grundlagt, og i 1890 blev den første mellembys sporvognforbindelse mellem Ypsilanti og Ann Arbor åbnet.

## Økonomi
Ypsilanti's økonomi var traditionelt domineret af bilindustrien. Mellem 1920 og 1922 blev bilerne ACE produceret her af Apex Motors. Preston Tuckers firma Ypsilanti Machine Tool Company udviklede prototypen på Tucker, og denne historie blev skildret af Francis Ford Coppola i filmen Tucker: The Man and His Dream.
1945 erhvervede Henry J. Kaiser og Joseph W. Frazer Ypsilanti's Willow Run, hvor B-24 Liberator-bombefly blev bygget, og begyndte i 1947 med produktion af biler af mærket Kaiser Frazer. I 1953 lukkede virksomheden med modellen Willys-Overland og firmaets bilproduktionen endte. General Motors overtog produktionen og har siden da produceret i "Willow Run Assembly Plant". GM Powertrain har også et udviklingscenter i Ypsilanti, men er efterhånden flyttet til et nyt udviklingscenter i Pontiac.